# Дом адмирала Лазарева
Дом адмирала Лазарева — историческое здание в Севастополе у мыса Фиолент. Находится около Георгиевского монастыря, у лестницы, ведущей к Яшмовому пляжу.

## История
Дом построен в 1841 году экономией Севастопольского порта для командира Черноморского флота — адмирала Михаила Петровича Лазарева.
Дом был построен из бутового известняка в 2 этажа по южному фасаду, был покрыт черепицей. Длина дома — 6 саженей (12,8 м), ширина — 3 сажени (6,4 м). В плане — неправильный четырёхугольник. Включал в себя 4 комнаты и кухню. В доме было 3 печи (русская и 2 голландских), полы сделаны из некрашеных досок. Около дома были построены флигель и деревянная галерея.
С 1841 по 1851 год, до самой смерти, в нём жил адмирал Лазарев.
14 ноября 1854 года сильнейший ураган, также потопивший часть англо-французской эскадры, повредил здание, полностью снеся кровлю. В 1860 году обследован архитектором А. А. Авдеевым и смотрителем казённых зданий Черноморского флота К. Вяткиным. Ими была составлена смета на капитальный ремонт, который был проведён за счёт городских властей.

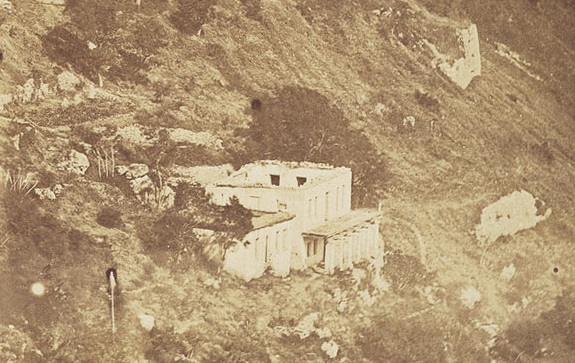
Дом адмирала в 1855-1856 годах во время Крымской войны на снимке британского  военного фотографа Джеймса Робертсона
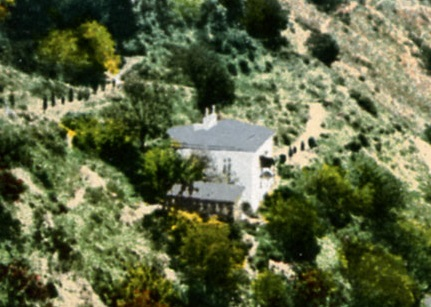
Дом адмирала Лазарева на дореволюционной открытке Георгиевского монастыря

Позже здание было повреждено Крымским землетрясением 1927 года и в годы Великой Отечественной войны. Вновь было отремонтировано после войны. В нём проживали семьи военнослужащих. В 1985 году признан аварийным и расселён. С тех пор разрушается и находится в заброшенном состоянии. В 1998 году дом Лазарева был объявлен памятником истории.
В 2016 году признан объектом культурного наследия регионального значения Российской Федерации. Начался сбор средств на ремонт и последующее создание музея. Однако к 2022 году восстановление здание так и не было начато.